# Milton (Louisiane)
Pour les articles homonymes, voir Milton.
Milton est une census-designated place de la paroisse de Lafayette, en Louisiane, aux États-Unis. 